# Hydra utahensis
Hydra utahensis is een hydroïdpoliep uit de familie Hydridae. De poliep komt uit het geslacht Hydra. Hydra utahensis werd in 1931 voor het eerst wetenschappelijk beschreven door Hyman. 